# Wappen Sabas
Das Wappen Sabas wurde 1985 vom Inselrat Sabas beschlossen. Zu diesem Zeitpunkt war Saba Teil der Niederländischen Antillen. Am 15. Dezember 2008 wurde von Vertretern der Niederlande und der Niederländischen Antillen die Auflösung des Landesverbands der Niederländischen Antillen mit Wirkung zum 10. Oktober 2010 beschlossen. Seit diesem Tag ist Saba, wie von der Bevölkerung gewünscht, eine „Besondere Gemeinde“ der Niederlande.

## Beschreibung
Der Wappenschild unter dem Kopf eines Schuppensturmtauchers (Puffinus lherminieri) zeigt den Vulkan Mount Scenery, der die Form der Insel maßgeblich prägt. Im Schild finden sich noch im oberen Teil ein Fisch und ein Segelschiff, im unteren Teil eine Süßkartoffel. Diese Symbole stehen für Fischerei, Seefahrt und Landwirtschaft. Seitlich des Wappenschilds befinden sich je drei Kohlblätter. Sowohl der Kohl als auch die Süßkartoffel stellen historisch bedeutende Landwirtschaftserzeugnisse der Insel dar. Der unterhalb des Schilds befindliche lateinische Wahlspruch Remis Velisque bedeutet übersetzt „Mit Rudern und Segeln“. Bildlich gesprochen soll er die Bedeutung „mit voller Kraft voraus“ besitzen.